# Псомиадис, Панайотис
Панайо́тис Псомиа́дис (греч. Παναγιώτης Ψωμιάδης, род. 20 января 1948, Салоники, Греция) — греческий спортсмен и политический деятель. Является членом партии «Новая демократия».

## Биография
Панайотис Псомиадис родился 20 января 1948 года третьим сыном в семье Харалампия и Хрисулы Псомиадис родом из г. Котиора (Орду) — понтийских греков, изгнанных с территории Понта во время массового истребления христианского населения Османской империи. После изгнания семья Псомиадис поселилась в деревне Като Поройя нома Серре (ном).
С детских лет занимался спортом; участвовал в чемпионатах. Обучался в школе Деласал, затем в школе Анаргириос и Коргиалениос, позже — в Академии физической культуры. Годы военной службы отбыл при Военном институте физической культуры. Чемпион[чего?] по бегу на дистанции в 400 метров, неоднократно принимал участие в составе национальной сборной.
В 1982 году Панайотис Псомиадис был избран вторым советником городского управления города Салоники, а три года спустя был включён от партии «Новая Демократия» в список кандидатов парламентских выборов.
1986 году был избран первым советником городского управления Салоник. Во время парламентских выборов 1990 года избирался третьим депутатом в округе Α Центральной Македонии, а в 1993 году но вновь был избран на этот пост, но уже с гораздо большим количеством голосов. На последующих выборах 1996 года округ Α избрал его своим вторым депутатом, на выборах 2000 года — первым.
В 2002 году Псомиадис выдвинул свою кандидатуру на место префекта (номарха) Салоник и был избран на это место после первого же тура, получив 50,1 % голосов. В 2006 году он вновь сохранил свой пост в первом туре голосований (48,24 % голосов).
В 2005 году Панайотис Псомиадис посетил московскую школу № 551 с греческим уклоном.
В 2009 году безуспешно баллотировался на пост председателя партии «Новая Демократия», набрав 10,8 % и заняв третье место.
На местных выборах 2011 года — согласно новой государственной программе «Калликратис», объединившей муниципалитеты и номы — Панайотис Псомиадис большинством голосов (52,56 %) во втором туре был избран первым губернатором (перифериархом) Центральной Македонии. 19 декабря 2010 года в Салониках, в конференц-зале «Веллидио», на открытом заседании новоизбранного регионального совета Панайотис Псомиадис дал присягу в этом качестве.
В 2012 году Псомиадис заявил о создании движения «Патриотическая сеть пробуждения» — «ПАТРИДА» («Родина»).

## Общественная деятельность
Панайотис Псомиадис в разное время являлся:
- Председателем Обучающего экскурсионно-атлетического клуба Салоник;
- Председателем Всесалоникской спортивной команды Диикитириу;
- Членом понтийских обществ «Возрождение» и «Панагия Сумела»;
- Членом совета управления благотворительного общества «Попечение о бедных»;
- Членом торгово-промышленной палаты Салоник;
- Членом Промышленной палаты Салоник;
- Членом профессиональной палаты Салоник;
- Членом ХАНФ — Христианского братства молодёжи Салоники;
- Членом Евксинского клуба Салоники.

Помимо этого, в должности префекта Салоник он способствовал развитию Центра изучения греческой культуры Причерноморья «Маври Таласса», а в 2010 году спас его от закрытия.

## Личная жизнь
Женат на Джулии Халвадзи, матери Александры. В совместном браке родилась дочь Хрисула-Каролина.